# Anne Iversen
Annemarie Rønnov „Anne” Iversen, po mężu Knudsen (ur. 12 sierpnia 1923 w Gentofte, zm. 6 lipca 2015) – duńska lekkoatletka, medalistka mistrzostw Europy z 1946.
Była wszechstronną lekkoatletką, ale największe sukcesy odnosiła w skoku wzwyż.
Zdobyła brązowy medal w tej konkurencji  na mistrzostwach Europy w 1946 w Oslo, przegrywając jedynie z Anne-Marie Colchen z Francji i Aleksandrą Czudiną ze Związku Radzieckiego. Iversen na tych mistrzostwach zajęła także 4. miejsce  w biegu na 80 metrów przez płotki i 5. miejsce w skoku w dal.
Na igrzyskach olimpijskich w 1948 w Londynie zajęła 9.–10. miejsce w skoku wzwyż. Zajęła 4. miejsce w tej konkurencji na mistrzostwach Europy w 1950 w Brukseli.
Była mistrzynią Danii w skoku wzwyż w latach 1944–1948, 1950 i 1951, w skoku w dal w latach 1945–1948, w biegu na 80 metrów przez płotki w latach 1945–1947, w trójboju w latach 1945–1947 oraz w ośmioboju w  latach 1945–1947.
Czterokrotnie poprawiała rekord Danii w skoku wzwyż do rezultatu 1,62 m, uzyskanego 3 września 1950 w Helsingør i dwukrotnie w pięcioboju, do wyniku 3760 pkt, osiągniętego 7 września 1947 w Østerbro. Była również rekordzistką Danii w trójboju i ośmioboju.